# L'isola dei morti (dramma)
L'isola dei morti (in svedese: Toten-Insel) è un dramma da camera incompiuto del drammaturgo svedese August Strindberg.
Quel poco che fu scritto di questo dramma, nell'aprile 1907, sarebbe la sesta e ultima composizione per l'Intima teatern dell'autore.